# Jerzy Danielewicz (jezuita)

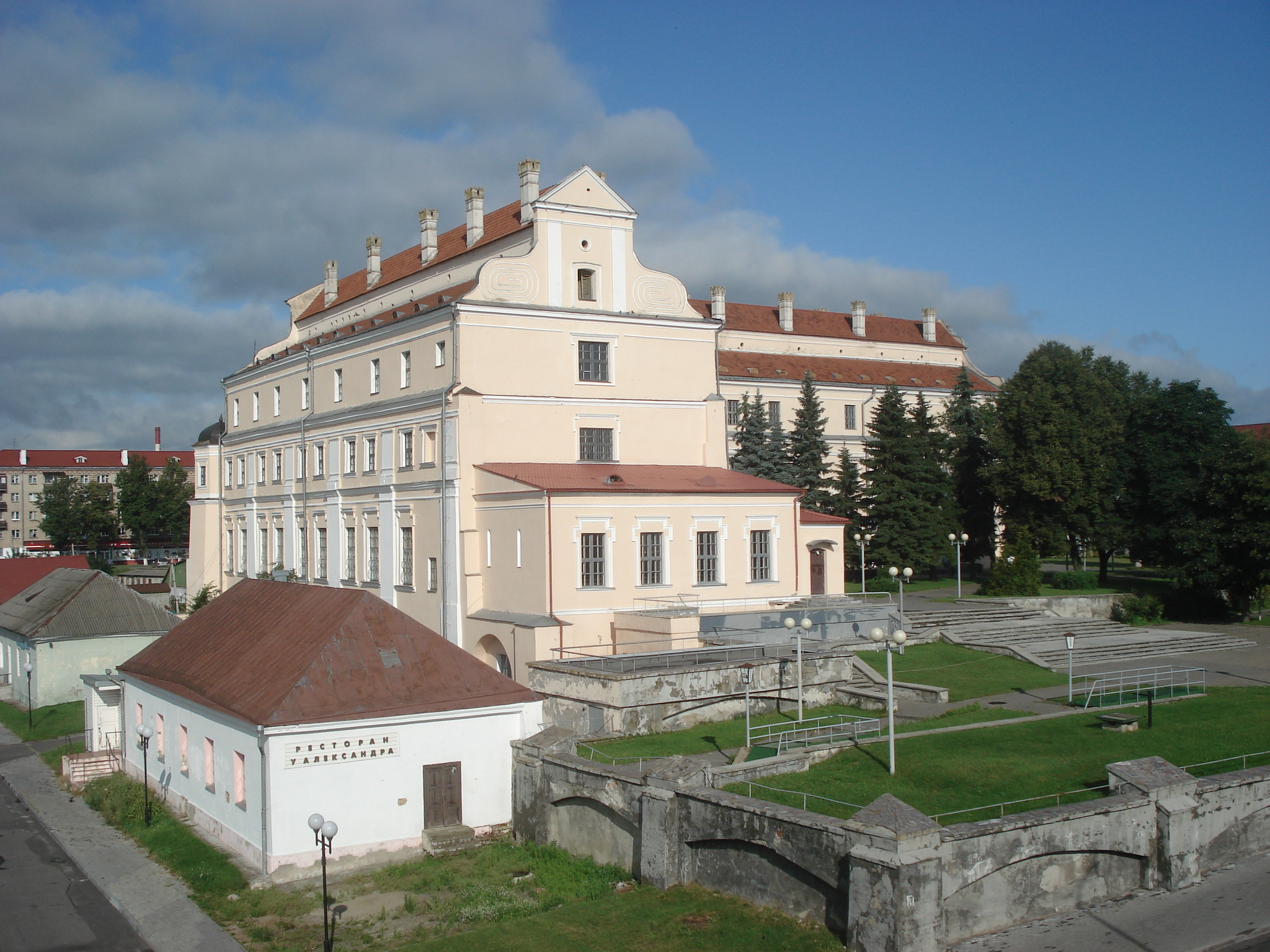
Kolegium Jezuitów w Pińsku

Jerzy Danielewicz (Danilewicz) herbu Ostoja (ur. ok. 1595 na Litwie, zm. 20 III 1652 w Pińsku) – ksiądz katolicki, jezuita, profesor teologii moralnej, prefekt szkół jezuickich, spowiednik księcia Zygmunta Karola Radziwiłła.

## Życiorys
Jerzy Danielewicz należał do rodu heraldycznego Ostojów (Mościców). Urodził się ok. 1595 na Litwie. Wstąpił do zakonu jezuitów 5 VIII 1611 w Wilnie. W latach 1627–1650 sprawował funkcję prefekta szkół jezuickich: w Połocku (1627-1628), Pułtusku (1630-1632), Smoleńsku (1647-1648), Pińsku (1648-1649) i Krożach (1649-1650). Był profesorem teologii moralnej: w Worniach (1628-1629), Pułtusku (1631-1632), Wilnie (1634) i Krożach (1649-1650). W początkach lat 30. XVII wieku był związany z dworem księcia Zygmunta Karola Radziwiłła, pełniąc obowiązki jego spowiednika. W latach 1636–1639 był misjonarzem dworskim wojewodów mińskich - Mikołaja Sapiehy i Mikołaja Piusa Sapiehy Pobożnego. Jerzy Danielewicz zmarł 20 III 1652 w Pińsku.
Wspomniał go Kasper Niesiecki w „Herbarzu polskim” pisząc o nim:

Danielewicz herbu Ostoja, [...] Jerzy w zakonie naszym uczony i wymowny.